# Yerevan Brandy Company
Die Yerevan Brandy Company (armenisch Երևանի կոնյակի գործարան Jerevani konjaki gortsaran; russisch Ереванский коньячный завод Jerevanskij kon'jačnyj zavod) ist eine 1877 gegründete Brandyfabrik in Jerewan, der Hauptstadt Armeniens. Seit 1998 gehört sie zur Gruppe Pernod Ricard.
Das Hauptprodukt ist der Ararat-Brandy. 85 % der Exporte gehen auf den russischen Markt.

## Geschichte
Die Geschichte der Fabrik beginnt im Jahre 1877, als der Kaufmann Nerses Tairjanz in Jerewan eine Wein- und Schnapsfabrik gründete. Tairjanz verkaufte sie 1899 für 50.000 Rubel an das Familienunternehmen N.L. Schustow & Söhne der gleichnamigen russischen Kaufmannsdynastie. Während der Weltausstellung in Paris 1900 errang ihr Brandy den Grand-Prix nach einer Blind-Degustation und das Recht, sich als ‘Cognac’, und nicht nur ‘Brandy’, zu bezeichnen. Kurz nach Gründung der Armenischen SSR wurde der Betrieb 1920 nationalisiert (verstaatlicht). 1948 wurde die Brandyabteilung als „Jerewaner Cognacfabrik“ ausgegliedert und bezog 1953 ein eigenes, repräsentatives Gebäude. Das Bauwerk steht auf einer innerstädtischen Anhöhe und ist über eine zweiläufige Freitreppe am Hang erreichbar. Der Entwurf stammt vom Architekten O. Markarjan. Die Front ist von hohen bogenförmigen Fensteröffnungen mit traditionellen Zierelementen ihrer Einfassungen in einer komplett mit einheimischem beige-rot-grau variierenden Tuff versehenen Fassade gekennzeichnet.
Die Produkte dieser Fabrik waren inoffiziell als „Armenischer Cognac“ bekannt, weil der Begriff Cognac sich in der Sowjetunion auch auf Weinbrände bezog, die nicht aus der gleichnamigen Region in Frankreich stammten. Das Kriterium war die Herstellungstechnik. International wird der Armenische Cognac auch als Armenian Brandy bezeichnet. Die Produkte der Jerewaner Cognacfabrik waren jedoch keine Nachahmung des französischen Originals. Neben den im Großhandel erhältlichen Sorten gibt es auch welche, die 25, 30, 40 beziehungsweise 70 Jahre gelagert wurden. Sie erzielen Preise von vielen tausend oder sogar zehntausend Euro je Flasche.

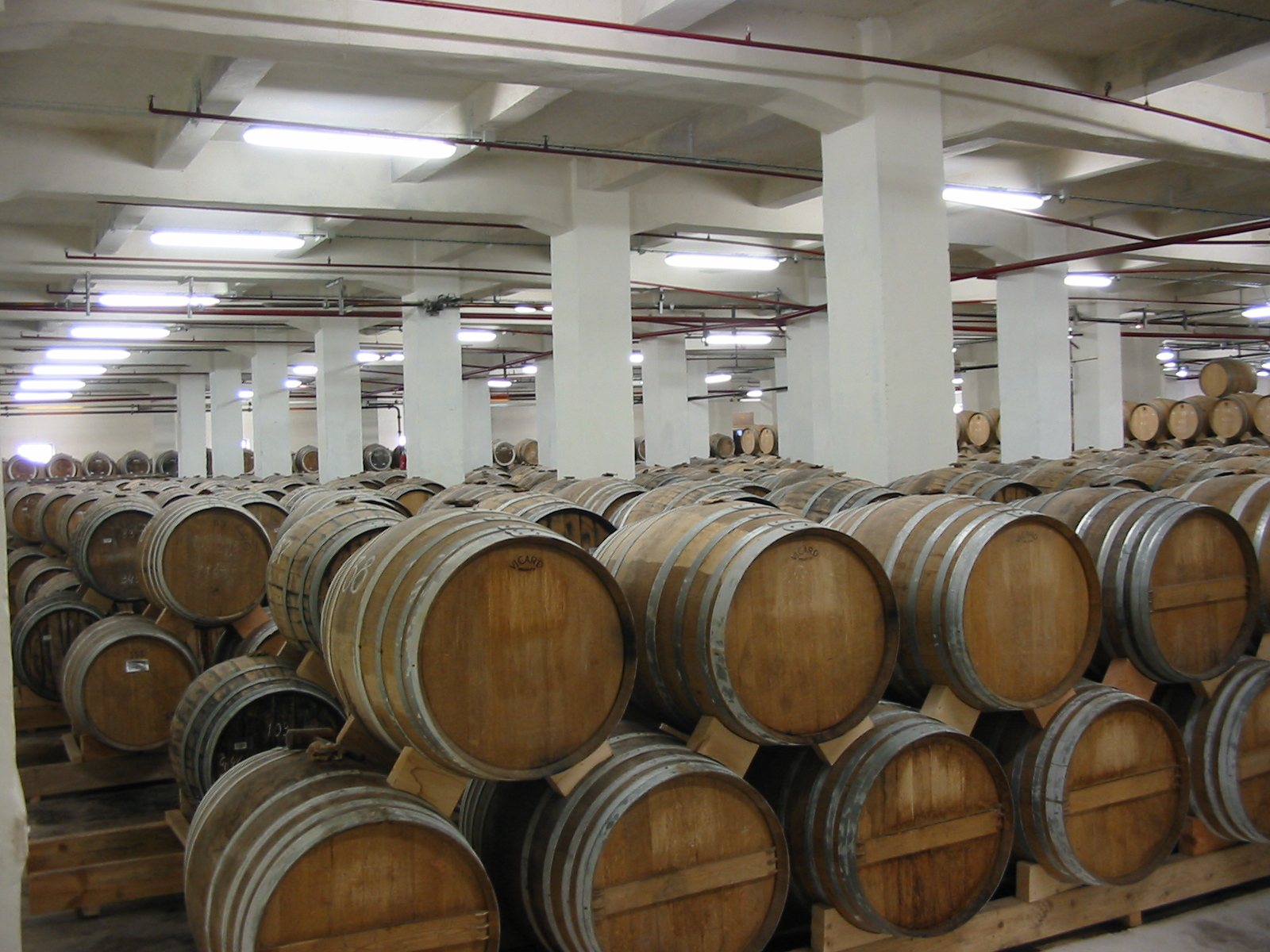
Im Lager

Nach der Unabhängigkeit Armeniens im Jahr 1991 wurde der Fabrik das Monopol für hochwertige Weinbrände entzogen. 1998 wurde das Unternehmen als geschlossene Aktiengesellschaft privatisiert und für 30 Mio. US-Dollar an die französische Pernod-Ricard-Gruppe verkauft. Das Unternehmen wird seitdem im westlichen Ausland als Yerevan Brandy Company vermarktet und liefert direkt in 25 Länder.